# Atletica leggera ai XVII Giochi paralimpici estivi - 100 metri piani T35 femminili
Ai XVII Giochi paralimpici estivi la competizione dei 100 metri piani femminili T35 si è svolta il 30 agosto 2024 presso lo Stade de France di Parigi.

## Situazione pre-gara

### Record
Prima di questa competizione, il record del mondo, il record paralimpico e i record continentali erano i seguenti.
| Record              | Prestazione | Atleta                       | Data e luogo                           | Competizione                         |
| ------------------- | ----------- | ---------------------------- | -------------------------------------- | ------------------------------------ |
| Record mondiale     | 13"00       | Zhou Xia Cina                | 27 agosto 2021 Tokyo, Giappone         | XVI Giochi paralimpici estivi        |
| Record paralimpico  | 13"00       | Zhou Xia Cina                | 27 agosto 2021 Tokyo, Giappone         | XVI Giochi paralimpici estivi        |
| Record africano     | 17"90       | Chenelle van Zyl Sudafrica   | 1º aprile 2014 Stellenbosch, Sudafrica |                                      |
| Record panamericano | 15"78       | Brianna Salinaro Stati Uniti | 20 luglio 2024 Miramar, Stati Uniti    | U.S. Paralympic Team Trials          |
| Record asiatico     | 13"00       | Zhou Xia Cina                | 27 agosto 2021 Tokyo, Giappone         | XVI Giochi paralimpici estivi        |
| Record europeo      | 13"92       | Maria Lyle Gran Bretagna     | 29 ottobre 2015 Doha, Qatar            | Campionati mondiali paralimpici 2015 |
| Record oceaniano    | 13"13       | Isis Holt Australia          | 27 agosto 2021 Tokyo, Giappone         | XVI Giochi paralimpici estivi        |

### Campionesse in carica
Le campionesse in carica a livello mondiale erano le seguenti.
| Campionessa | Atleta        | Prestazione | Data e luogo                   | Competizione                         |
| ----------- | ------------- | ----------- | ------------------------------ | ------------------------------------ |
| Paralimpica | Zhou Xia Cina | 13"00       | 27 agosto 2021 Tokyo, Giappone | XVI Giochi paralimpici estivi        |
| Mondiale    | Zhou Xia Cina | 14"06       | 25 maggio 2024 Kōbe, Giappone  | Campionati mondiali paralimpici 2024 |

### La stagione
Prima di questa gara, le atlete con le migliori tre prestazioni mondiali dell'anno erano:
| Pos. | Atleta            | Prestazione | Data e luogo                  |
| ---- | ----------------- | ----------- | ----------------------------- |
| 1    | Zhou Xia Cina     | 14"06       | 25 maggio 2024 Kōbe, Giappone |
| 2    | Guo Qianqian Cina | 14"35       | 25 maggio 2024 Kōbe, Giappone |
| 3    | Preeti Pal India  | 14"43       | 25 maggio 2024 Kōbe, Giappone |

## Risultati

### Finale
La finale diretta si è svolta il 30 agosto 2024 a partire dalle 13.15.
| Posizione | Corsia | Nome                     | Nazionalità | Tempo | Note                                     |
| --------- | ------ | ------------------------ | ----------- | ----- | ---------------------------------------- |
| Oro       | 5      | Zhou Xia                 | Cina        | 13"58 | Miglior prestazione personale stagionale |
| Argento   | 6      | Guo Qianqian             | Cina        | 13"74 | Miglior prestazione personale            |
| Bronzo    | 7      | Preethi Pal              | India       | 14"21 | Miglior prestazione personale            |
| 4         | 4      | Fatimah Suwaed           | Iraq        | 14"82 |                                          |
| 5         | 3      | Ingrid Renecka           | Polonia     | 15"29 | Miglior prestazione personale            |
| 6         | 8      | Jagoda Kibil             | Polonia     | 15"54 |                                          |
| 7         | 9      | Nienke Timmer            | Paesi Bassi | 15"69 |                                          |
| 8         | 2      | Isabelle Foerder         | Germania    | 16"36 |                                          |
| 9         | 1      | Saltanat Abilkhassymkyzy | Kazakistan  | 16"52 |                                          |